# Olivetti Logos 328
La Logos 328 è la prima calcolatrice elettronica da tavolo  realizzata dalla Olivetti. La macchina si basava sull'elettronica del calcolatore elettronico Olivetti Programma 101, progettato da Pier Giorgio Perotto, senza il programma. Non riscontró un notevole successo commerciale a causa del prezzo elevato.

## La Calcolatrice
La calcolatrice elettronica era capace di stampare 30 caratteri al secondo e di svolgere, oltre alle quattro operazioni matematiche fondamentali (somma, sottrazione, moltiplicazione e divisione), anche le potenze al quadrato e le radici quadrate.